# Refuge de Francolí
Le refuge de Francolí est un refuge d'Andorre situé dans la paroisse de Sant Julià de Lòria à une altitude de 1 865 ou 1 867 m,.

## Randonnée
Inauguré en 1981 et propriété du Govern d'Andorra, le refuge est non gardé et ouvert toute l'année,. Il possède une capacité d'accueil de 6 personnes,.
Le refuge de Francolí est accessible depuis Bixessarri et se trouve à quelques centaines de mètres de la frontière espagnole.

## Toponymie

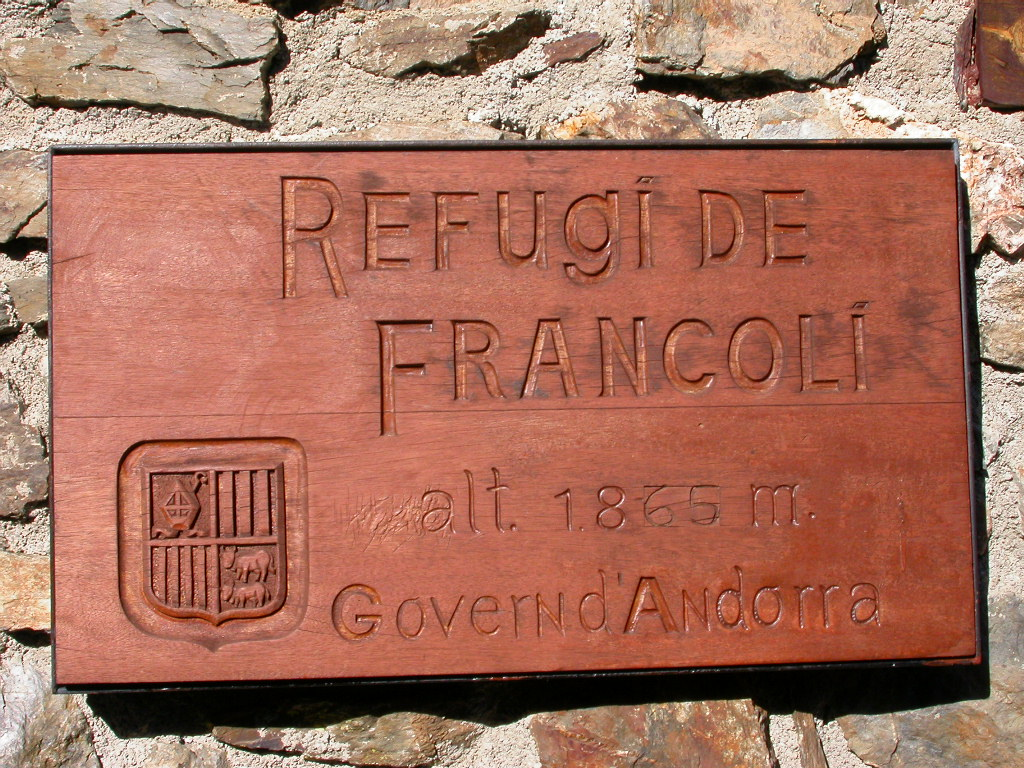

Francolí désigne en catalan le francolin noir, un oiseau de la famille des Phasianidae, apprécié pour sa chair, et autrefois présent en nombre sur le site du refuge.